# كلاتية
كلاتية (الاسم العلمي: Klattia)، جنس نباتات مُزهرة من فصيلة السوسنية، تم وصفها لأول مرة على أنها جنس في عام 1877. جميع أنواعه تستوطن مقاطعة كيب في جنوب إفريقيا. اسم الجنس مُهدى لعالم النبات الألماني فريدريش فيلهلم كلات، الذي قدم بشكل ملحوظ إحاطة عن هيئة السوسنية في القرن التاسع عشر.

الأنواع
- Klattia flava (G.J.Lewis) Goldblatt - Grabouw
- Klattia partita Baker - southwestern Cape Province
- Klattia stokoei لويز غوثري - Kogelberg Mountains